# Vladimir Sjukhov
Vladimir Grigorjevitj Sjukhov (russisk: Владимир Григорьевич Шухов, tr. Vladimir Grigorjevitj Sjukhov; født 16. august/28. august 1853 i Grajvoron, Belgorod ujesd, Kursk guvernement (nu Kursk oblast), Det Russiske Kejserrige, død 2. februar 1939 i Moskva, Sovjetunionen) var en russisk ingeniør, som ofte sammenlignes med Edison og Eiffel for sit innovative arbejde med metalliske strukturer (GUM).
Allerede mens han levede kaldtes Sjukhov for Ruslands Leonardo da Vinci. Han fik den officielle titel ”Det russiske imperiums første ingeniør”. Totalt tegnede Sjukhov over 500 broer, over 100 vandtårne, utallige højovne og han opfandt verdens første anlæg til olieboring. I overensstemmelse med hans projekt blev Ruslands første gasledning senere udlagt. Sjukhov konstruerede også en mekanisk drejescene til Moskvas teater.